# Sedum calcicola
Sedum calcicola es una especie de la familia de las crasuláceas, comúnmente llamadas, siemprevivas, conchitas o flor de piedra (Crassulaceae), dentro del orden Saxifragales en lo que comúnmente llamamos plantas dicotiledóneas, aunque hoy en día se agrupan dentro de Magnoliopsida. El nombre del género significa “sedentario” o “estar sentado”, esto probablemente por sus hábitos de crecimiento; el nombre de la especie hace referencia a la afinidad por crecer sobre rocas o sustratos de piedra caliza.

## Clasificación y descripción
Planta de la familia Crassulaceae. Tallos rígidos, efectos, delgados, ásperos en las partes viejas, de 5-30 cm de altura, poco ramificados, rizoma  leñoso; hojas algo amontonadas, extendidas, anchamente lanceoladas, punta roma, base angostada, escábrida, cóncava o plana en la cara superior, de 12 mm de largo, 4 mm de ancho, púrpura cuando viejas. Inflorescencia en cima paniculada , sépalos ovarios, pétalos blanco verdosos, nectarios grandes anaranjados o rojizos. Cromosomas n= 32, 48, 64.

## Distribución
Endémica de México, en los estados de Nuevo León, Tamaulipas, San Luis Potosí, Hidalgo, Estado de México. Localidad tipo: San Luis Potosí: Las Cuevas.

## Hábitat
De acuerdo a ejemplares de herbario, habita en bosques diversos, de encino, pino-encino, prefiere zonas rocosas expuestas dentro de los bosques.

## Estado de conservación
No se encuentra catalogada bajo algún estatus o categoría de conservación, ya sea nacional o internacional. Muy utilizada como especie ornamental.